# Millam
Millam é uma comuna francesa na região administrativa de Altos da França, no departamento do Norte. Estende-se por uma área de 12.44 km². Em 2010 a comuna tinha 841 habitantes (densidade: 67,6 hab./km²).